# Jovanka Radičevićová
Jovanka Radičevićová (* 23. října 1986 Podgorica) je černohorská házenkářka, hrající na pravém křídle. S černohorskou reprezentací vyhrála na Mistrovství Evropy v házené žen 2012 a ve stejném roce získala stříbro na olympijských hrách v Londýně. Za černohorský národní tým odehrála celkem 148 utkání, v nichž vstřelila 802 branek. S klubem ŽRK Budućnost Podgorica dvakrát vyhrála Pohár vítězů pohárů (2006, 2010), s maďarským klubem Győri Audi ETO KC pak v roce 2013 dokonce Ligu mistrů. Působila též v klubech HC Vardar a CSM București. V současnosti hraje znovu za Budućnost Podgorica.